# Insane Clown Posse
Insane Clown Posse é uma duo norte-americano de horrorcore e rap, formada em Detroit, em 1989, com o nome original Inner City Posse, por Violent J (Joseph Bruce) e Shaggy 2 Dope (Joseph Utsler).

## Discografia

### Álbuns
- Carnival of Carnage (1992)
- Ringmaster (1994)
- Riddle Box (1995)
- The Great Milenko (1997)
- The Amazing Jeckel Brothers (1999)
- Bizzar (2000)
- Bizaar (2000)
- The Wraith: Shangri-La (2002)
- Hell's Pit (2004)
- The Tempest (2007)
- Bang! Pow! Boom! (2009)
- The Mighty Death Pop! (2012)
- The Marvelous Missing Link: Lost (2015)
- The Marvelous Missing Link: Found (2015)

### EPs
- Enter The Getto Zone (1990)
- Getto Territory (1990)
- Intelligence and Violence (1990)
- Bass-ment Cuts (1991)
- Dog Beats (1991)
- Beverly Kills 50187 (1993)
- The Terror Wheel (1994)
- A Carnival Christmas (1994)
- Tunnel of Love (1996)
- Dark Carnival Action Figures (2000)
- The Calm (2005)
- Eyer Of Storm (2007)
- House Of Wax (2014)
- Phantom: X-tra Spooky Edition (2015)